# Lelkendorf
Lelkendorf – gmina w Niemczech, w kraju związkowym Meklemburgia-Pomorze Przednie, w powiecie Rostock, wchodzi w skład urzędu Mecklenburgische Schweiz.

## Toponimia
Nazwa poświadczona w najstarszych źródłach w formie Lilekesdorp (1225), Lellekendorp (1262), Lelkendorp (1314). Pochodzi od połabskiego imienia własnego *Lelek z dodaną niemiecką końcówką dörp (współczesne Dorf) i znaczy tyle co „wieś Lelka”.